# GNA11
GNA11, Guanin nukleotid-vezujući protein alfa 11, je protein koji je kod ljudi kodiran GNA11 genom.

## Dodatna literatura
- JR, Raymond; YV, Mukhin; A, Gelasco;  . (2002). „Multiplicity of mechanisms of serotonin receptor signal transduction.”. Pharmacol. Ther. 92 (2-3): 179—212. PMID 11916537. doi:10.1016/S0163-7258(01)00169-3.
- Jiang M, Pandey S, Tran VT, Fong HK (1991). „Guanine nucleotide-binding regulatory proteins in retinal pigment epithelial cells.”. Proc. Natl. Acad. Sci. U.S.A. 88 (9): 3907—11. PMC 51562 . PMID 1902575. doi:10.1073/pnas.88.9.3907.
- Thomas CP, Dunn MJ, Mattera R (1996). „Ca2+ signalling in K562 human erythroleukaemia cells: effect of dimethyl sulphoxide and role of G-proteins in thrombin- and thromboxane A2-activated pathways.”. Biochem. J. 312 ( Pt 1): 151—8. PMC 1136238 . PMID 7492305.
- Offermanns S, Simon MI (1995). „G alpha 15 and G alpha 16 couple a wide variety of receptors to phospholipase C.”. J. Biol. Chem. 270 (25): 15175—80. PMID 7797501. doi:10.1074/jbc.270.25.15175.
- Stanners J, Kabouridis PS, McGuire KL, Tsoukas CD (1996). „Interaction between G proteins and tyrosine kinases upon T cell receptor.CD3-mediated signaling.”. J. Biol. Chem. 270 (51): 30635—42. PMID 8530500. doi:10.1074/jbc.270.51.30635.
- KL, Laugwitz; A, Allgeier; S, Offermanns;  . (1996). „The human thyrotropin receptor: a heptahelical receptor capable of stimulating members of all four G protein families.”. Proc. Natl. Acad. Sci. U.S.A. 93 (1): 116—20. PMC 40189 . PMID 8552586. doi:10.1073/pnas.93.1.116.
- JM, Launay; G, Birraux; D, Bondoux;  . (1996). „Ras involvement in signal transduction by the serotonin 5-HT2B receptor.”. J. Biol. Chem. 271 (6): 3141—7. PMID 8621713. doi:10.1074/jbc.271.6.3141.
- Johnson GJ, Leis LA, Dunlop PC (1996). „Specificity of G alpha q and G alpha 11 gene expression in platelets and erythrocytes. Expressions of cellular differentiation and species differences.”. Biochem. J. 318 ( Pt 3): 1023—31. PMC 1217719 . PMID 8836152.
- Kinsella BT, O'Mahony DJ, Fitzgerald GA (1997). „The human thromboxane A2 receptor alpha isoform (TP alpha) functionally couples to the G proteins Gq and G11 in vivo and is activated by the isoprostane 8-epi prostaglandin F2 alpha.”. J. Pharmacol. Exp. Ther. 281 (2): 957—64. PMID 9152406.
- Wise A, Parenti M, Milligan G (1997). „Interaction of the G-protein G11alpha with receptors and phosphoinositidase C: the contribution of G-protein palmitoylation and membrane association.”. FEBS Lett. 407 (3): 257—60. PMID 9175863. doi:10.1016/S0014-5793(97)00300-1.
- Carrasco MP, Asbóth G, Phaneuf S, López Bernal A (1998). „Activation of the prostaglandin FP receptor in human granulosa cells.”. J. Reprod. Fertil. 111 (2): 309—17. PMID 9462300.
- Qian A, Wang W, Sanborn BM (1998). „Evidence for the involvement of several intracellular domains in the coupling of oxytocin receptor to G alpha(q/11).”. Cell. Signal. 10 (2): 101—5. PMID 9481484. doi:10.1016/S0898-6568(97)00097-1.
- NO, Dulin; A, Sorokin; E, Reed;  . (1999). „RGS3 inhibits G protein-mediated signaling via translocation to the membrane and binding to Galpha11.”. Mol. Cell. Biol. 19 (1): 714—23. PMC 83928 . PMID 9858594.
- Hayes JS, Lawler OA, Walsh MT, Kinsella BT (1999). „The prostacyclin receptor is isoprenylated. Isoprenylation is required for efficient receptor-effector coupling.”. J. Biol. Chem. 274 (34): 23707—18. PMID 10446129. doi:10.1074/jbc.274.34.23707.
- L, Brydon; F, Roka; L, Petit;  . (2000). „Dual signaling of human Mel1a melatonin receptors via G(i2), G(i3), and G(q/11) proteins.”. Mol. Endocrinol. 13 (12): 2025—38. PMID 10598579. doi:10.1210/me.13.12.2025.
- S, Corbetta; G, Mantovani; A, Lania;  . (2000). „Calcium-sensing receptor expression and signalling in human parathyroid adenomas and primary hyperplasia.”. Clin. Endocrinol. (Oxf). 52 (3): 339—48. PMID 10718832. doi:10.1046/j.1365-2265.2000.00933.x.
- Shraga-Levine Z, Sokolovsky M (2000). „Functional coupling of G proteins to endothelin receptors is ligand and receptor subtype specific.”. Cell. Mol. Neurobiol. 20 (3): 305—17. PMID 10789830. doi:10.1023/A:1007010125316.
- AbdAlla S, Lother H, Abdel-tawab AM, Quitterer U (2001). „The angiotensin II AT2 receptor is an AT1 receptor antagonist.”. J. Biol. Chem. 276 (43): 39721—6. PMID 11507095. doi:10.1074/jbc.M105253200.